# Без царя в голове
«Без царя в голове» (англ. Fast and Loose) — кинофильм режиссёра Фреда Ньюмайера, вышедший на экраны в 1930 году. Сюжет основан на пьесе Дэвида Грея и Эвери Хопвуда «Лучшие люди» (англ. The Best People, 1924). Первый полнометражный фильм с участием Мириам Хопкинс, давший старт её звёздной голливудской карьере.

## Сюжет
Мэрион и Берти — дети миллионера Бронсона Ленокса, отличающиеся чрезвычайным непостоянством и разгульным образом жизни. Родители пытаются выдать Мэрион замуж за британского лорда, однако та пытается всячески уклониться от брака с этим эксцентричным человеком. На пляже она встречает механика Генри, который придерживается строгих взглядов, и влюбляется в него. Берти, в свою очередь, поддерживает романтические отношения с хористкой Элис и задумывается о женитьбе. Родители пытаются предпринять хоть что-то, чтобы образумить своих отпрысков.

## В ролях
- Мириам Хопкинс — Мэрион Ленокс
- Кэрол Ломбард — Элис О'Нил, возлюбленная Берти
- Фрэнк Морган — Бронсон Ленокс, отец Мэрион и Берти
- Чарльз Старретт — Генри Морган, возлюбленный Мэрион
- Генри Уодсворт — Берти Ленокс, брат Мэрион
- Уинифред Харрис — Кэрри Ленокс, мать Мэрион и Берти
- Барри О'Мур — Джордж Графтон, дядя Мэрион и Берти
- Дэвид Хатчесон — лорд Рокингем
- Илка Чейз — Милли Монтгомери
- Хершел Мэйолл — судья Саммерс